# Primo lord dell'ammiragliato
Il primo lord dell'ammiragliato o formalmente l'Ufficio del First Lord of the Admiralty, era il capo politico della Royal Navy, la marina militare del Regno Unito, mentre il responsabile militare era il primo lord del mare. Era il consigliere senior del governo per tutti gli affari navali, responsabile della direzione e del controllo dell'Ammiragliato e anche dell'amministrazione generale del servizio navale del Regno d'Inghilterra nel XVIII secolo, e poi nel Regno Unito, inclusa la Royal Navy, i Royal Marines ed altri servizi. Era uno dei primi incarichi governativi permanenti conosciuti. Oltre ad essere il capo politico del servizio navale, il titolare della carica era contemporaneamente il membro preminente del Board of Admiralty. L'ufficio di Primo lord dell'ammiragliato esistette dal 1628 fino a quando venne abolito quando l'Ammiragliato, il Ministero dell'Aeronautica, il Ministero della difesa e l'Ufficio della Guerra vennero fusi per formare il nuovo Ministero della difesa nel 1964. Il suo equivalente moderno è il segretario di Stato per la difesa.

## Storia
Nel 1628, durante il regno di Carlo I, il Duca di Buckingham, Lord alto ammiraglio d'Inghilterra, venne assassinato e l'ufficio venne commissariato, sotto il controllo di un consiglio di commissari.
Il primo di questi primi lord dell'ammiragliato fu Richard Weston, I conte di Portland, che venne nominato nel 1628. Il Primo lord non fu sempre un membro permanente del consiglio fino a quando il Dipartimento dell'Ammiragliato venne istituito come dipartimento governativo ufficiale nel 1709 con il Primo Lord come suo capo; sostituì il precedente Office of the Admiralty and Marine Affairs. Durante la maggior parte del XVII e l'inizio del XVIII secolo, non era invariabile che l'Ammiragliato fosse in commissione, quindi ci sono lacune nell'elenco dei Primi lord e un piccolo numero di Primi Lord è stato per un certo periodo Lord alto ammiraglio.
Dopo la Rivoluzione, nel 1690, venne approvato un atto dichiarativo, durante il regno di Guglielmo e Maria. Il Parlamento approvò l'Admiralty Act, conferendo ai Commissari i poteri precedentemente detenuti dal lord alto ammiraglio d'Inghilterra e a questo punto divenne una posizione permanente di governo. La Commissione dell'Ammiragliato venne sciolta nel 1701, ma venne ricostituita nel 1709 alla morte del principe Giorgio di Danimarca, che era stato nominato Lord alto ammiraglio. L'incarico venne commissariato da quel momento in poi, tuttavia, ad eccezione di un breve periodo (1827-1828) in cui il duca di Clarence era Lord alto ammiraglio. Il Consiglio dell'Ammiragliato comprendeva un certo numero di "Lord commissari" guidati da un Primo lord.
Dagli inizi del 1800 il posto fu sempre ricoperto da un civile (in precedenza anche ufficiali di bandiera della Royal Navy ricoprivano la carica). Nel 1832 il Primo lord Sir James Graham istituì riforme e unì il Board of Admiralty ed il Navy Board. In base alle disposizioni dell'Admiralty Act del 1832, due Lord commissari potevano legalizzare qualsiasi azione del Consiglio. Nel 1868 il primo ministro, William Gladstone nominò Primo lord Hugh Childers, che avrebbe introdotto un nuovo sistema all'Ammiragliato. Tuttavia, queste modifiche limitarono la comunicazione tra i membri del consiglio interessati da questi nuovi regolamenti e le sedute del consiglio vennero interrotte del tutto. Questa situazione descritta venne ulteriormente esacerbata dal disastro della HMS Captain nel 1870, una nuova nave mal progettata per la marina.
La responsabilità e i poteri del Primo lord dell'ammiragliato vennero stabiliti da un Ordine in Consiglio datato 14 gennaio 1869 e un successivo Ordine (19 marzo 1872) rese il Primo lord responsabile nei confronti del Sovrano e del Parlamento per tutti gli affari dell'Ammiragliato. Tuttavia, descrivendo i Lord dell'ammiragliato come gli "assistenti" del Primo lord e definendo specificatamente i loro compiti, ciò aveva, di fatto, in parte inibito il potere collegiale del Consiglio. Nel 1931, per la prima volta dal 1709, il Primo lord non era un membro del governo. Nel 1946, i tre incarichi di Segretario di Stato per la guerra, Primo lord dell'ammiragliato e Segretario di Stato per l'aeronautica vennero formalmente subordinati a quelli del Ministro della Difesa, a sua volta creato nel 1940 per il coordinamento delle questioni di difesa e sicurezza.
Nel 1964, la carica di Primo lord dell'ammiragliato venne abolita, l'ultimo detentore fu il II conte Jellicoe, il cui padre, l'ammiraglio della Flotta il primo conte Jellicoe, aveva servito come Primo lord del mare quasi 50 anni prima. Le funzioni dei Lord commissari vennero poi trasferite ad un Admiralty Board, che fa parte del tri-servizio Consiglio di Difesa del Regno Unito.

## Cronotassi

### Primi lord dell'ammiragliato d'Inghilterra, 1628–1701
- Richard Weston, I conte di Portland (primo lord dell'ammiragliato) 1628–1635[11]
- Robert Bertie, I conte di Lindsey (primo lord dell'ammiragliato) 1635–1636[12]
- William Juxon, vescovo di Londra (primo lord dell'ammiragliato) 1636–1638[13]
- Algernon Percy, X conte di Northumberland (lord grand'ammiraglio fino al 1642, poi primo lord dell'ammiragliato) 1638–1643
- Francis Cottington, I barone Cottington 1643–1646
- Nessuno 1646–1660
- Giacomo Stuart, Duca di York e Albany (lord grand'ammiraglio) 1660–1673
- Re Carlo II (lord grand'ammiraglio) 1673
- Principe Ruperto del Palatinato, I duca di Cumberland (lord grand'ammiraglio) 1673–1679
- Sir Henry Capell (primo lord dell'ammiragliato) 1679–1681
- Daniel Finch, II conte di Nottingham (primo lord dell'ammiragliato) 1681–1684
- Re Carlo II (lord grand'ammiraglio) 1684–1685
- Re Giacomo II (lord grand'ammiraglio) 1685–1688
- Re Guglielmo III (lord grand'ammiraglio) 1689
- Arthur Herbert, I conte di Torrington (lord grand'ammiraglio fino al 1689, poi primo lord dell'ammiragliato) 1689–1690
- Thomas Herbert, VIII conte di Pembroke (primo lord dell'ammiragliato) 1690–1692
- Charles Cornwallis, III barone Cornwallis di Eye (primo lord dell'ammiragliato) 1692–1693
- Anthony Cary, V visconte Falkland (primo lord dell'ammiragliato) 1693–1694
- Edward Russell, I conte di Orford (primo lord dell'ammiragliato) 1694–1699
- John Egerton, III conte di Bridgewater (primo lord dell'ammiragliato) 1699–1701

### Membri anziani del Consiglio del Lord alto ammiraglio (1702-1709)
- Sir George Rooke 1702–1705
- Sir David Mitchell 1705–1708
- David Weymiss, IV conte di Weymiss 1708–1709

### Primi lord dell'ammiragliato di Gran Bretagna, 1709–1801
- Edward Russell, I conte di Orford 1709–1710
- Sir John Leake 1710–1712
- Thomas Wentworth, I conte di Strafford 1712–1714
- Edward Russell, I conte di Orford 1714–1717
- James Berkeley, III conte di Berkeley 1717–1727
- George Byng, I visconte Torrington 1727–1733
- Sir Charles Wager 1733–1742
- Daniel Finch, VIII conte di Winchilsea 1742–1744
- John Russell, IV duca di Bedford 1744–1748
- John Montagu, IV conte di Sandwich 1748–1751
- George Anson, I barone Anson 1751–1756
- Richard Grenville-Temple, II conte Temple 1756–1757
- Daniel Finch, VIII conte di Winchilsea 1757
- George Anson, I barone Anson 1757–1762
- George Montague-Dunk, II conte di Halifax 1762
- George Grenville 1762–1763
- John Montagu, IV conte di Sandwich 1763
- John Perceval, II conte di Egmont 1763–1766
- Sir Charles Saunders 1766
- Sir Edward Hawke 1766–1771
- John Montagu, IV conte di Sandwich 1771–1782
- Augustus Keppel, I visconte Keppel 1782–1783
- Richard Howe, IV visconte Howe 1783
- Augustus Keppel, I visconte Keppel 1783
- Richard Howe, IV visconte Howe 1783–1788
- John Pitt, II conte di Chatham 1788–1794
- George Spencer, II conte Spencer 1794–1801

### Primi lord dell'ammiragliato del Regno Unito, 1801–1964
- John Jervis, I conte di St Vincent 1801–1804
- Henry Dundas, I visconte Melville 1804–1805
- Charles Middleton, I barone Barham 1805–1806
- Charles Grey, visconte Howick 1806
- Thomas Grenville 1806–1807
- Henry Phipps, III barone Mulgrave 1807–1810
- Charles Philip Yorke 1810–1812
- Robert Dundas, II visconte Melville 1812–1827
- S.A.R. il Duca di Clarence (lord grand'ammiraglio) 1827–1828
- Robert Dundas, II visconte Melville 1828–1830
- Sir James Graham 1830–1834
- George Eden, II barone Auckland 1834
- Thomas de Grey, II conte de Grey 1834–1835
- George Eden, II barone Auckland 1835
- Gilbert Elliot-Murray-Kynynmound, II conte di Minto 1835–1841
- Thomas Hamilton, IX conte di Haddington 1841–1846
- Edward Law, I conte di Ellenborough 1846
- George Eden, I conte di Auckland 1846–1849
- Sir Francis Thornhill Baring 1849–1852
- Algernon Percy, IV duca di Northumberland 1852
- Sir James Graham 1852–1855
- Sir Charles Wood 1855–1858
- Sir John Pakington 1858–1859
- Edward Adolphus Seymour, XII duca di Somerset 1859–1866
- Sir John Pakington 1866–1867
- Henry Thomas Lowry Corry 1867–1868
- Hugh Childers 1868–1871
- George Joachim Goschen 1871–1874
- George Ward Hunt 1874–1877
- William Henry Smyth 1877–1880
- Thomas George Baring, I conte di Northbrook 1880–1885
- George Francis Hamilton 1885–1886
- George Robinson, I marchese di Ripon 1886
- George Francis Hamilton 1886–1892
- John Poyntz Spencer, V conte Spencer 1892–1895
- George Joachim Goschen 1895–1900
- William Waldegrave Palmer, II conte di Selborne 1900–1905
- Frederick Archibald Vaughan Campbell, III conte Cawdor 1905
- Edward Marjoribanks, II barone Tweedmouth 1905–1908
- Reginald McKenna 1908–1911
- Winston Churchill 1911–1915
- Arthur Balfour 1915–1916
- Sir Edward Carson 1916–1917
- Sir Eric Geddes 1917–1919
- Walter Hume Long 1919–1921
- Arthur Hamilton Lee, I barone Lee di Fareham 1921–1922
- Leo Amery 1922–1924
- Frederic John Napier Thesiger, I visconte Chelmsford 1924
- William Clive Bridgeman 1924–1929
- A. V. Alexander 1929–1931
- Sir Austen Chamberlain 1931
- Sir Bolton Eyres-Monsell (visconte Monsell dal 1935) 1931–1936
- Sir Samuel Hoare 1936–1937
- Alfred Duff Cooper 1937–1938
- Frank Pakenham, VII conte di Longford 1938–1939
- Winston Churchill 1939–1940
- A. V. Alexander 1940–1945
- Brendan Bracken 1945
- A. V. Alexander 1945–1946
- George Henry Hall 1946–1951
- Francis Aungier Pakenham, I barone Pakenham 1951
- James Thomas, I visconte Cilcennin (1955) 1951–1956
- Quintin McGarel Hogg, II visconte Hailsham 1956–1957
- George Douglas-Hamilton, X conte di Selkirk 1957–1959
- Peter Carington, VI barone Carrington, 1959–1963
- George Jellicoe, II conte Jellicoe 1963–1964